# Bridgette Gusterson
Bridgette Marie Gusterson, née le 7 février 1973 à Perth, est une joueuse de water-polo australienne.
Joueuse de l'équipe d'Australie de water-polo féminin, elle est sacrée championne olympique aux Jeux d'été de 2000 à Sydney. Elle est la sœur de la joueuse de water-polo Danielle Woodhouse.
Elle intègre l'International Swimming Hall of Fame en 2017.